# Estudis: revista de l'Associació Cultural
Estudis: revista de l'Associació Cultural va ser una publicació reusenca que sortí des del desembre de 1933 (núm. 1) fins al juny de 1936 (núm. 30)

## Història
Estudis és la revista de l'Associació Cultural, una entitat formada per la unió de diversos grups de joves reusencs. L'antiga "Colla del Nap" formada per joves de 16 a 20 anys, es convertí el 1931 en l'Agrupació Cultural, i publicaven un Butlletí d'assaigs de l'Agrupació Cultural que durà fins al 1933. Aquesta Agrupació es fusionà amb la "Penya Nyic-Nyc" i es convertí en Associació Cultural, començant a editar Estudis, que reflecteix sobretot les activitats de l'Associació i les inquietuds dels seus socis. A partir del gener de 1935, quan canvia el domicili al carrer de Gaudí i comparteix local amb el Club Natació Reus "Ploms" la revista parla també de les activitats d'aquest club.
És una mostra de les activitats intel·lectuals dels joves reusencs en tot els àmbits: culturals, científics, polítics, socials i recreatius. També s'interessa pels temes que afecten Reus. Essencialment cultural, es defineix com a "liberal i oberta a totes les ideologies". "Volem contribuir a fer un poble conscient i capacitat, infiltrant-li una cultura i una escola de què està mancat. No venim a fer política […] serem portanveu d'aspiracions mútues, clarí de la més ampla accepció liberal..."

## Col·laboradors
El director era August Mercadé Ramon. Els redactors habituals eren Josep M. Ferrando, J. Camprubí Penas, i Miquel Fullat. Com a col·laboradors hi figuren Antònia Abelló, Miquel Agramunt, Antoni Correig, Isidre Fontana, Ramon Pallejà, Joaquim Santasusagna, Francesc Tosquelles, Enric Vernet, Joaquim Bargalló i altres.
També hi van publicar textos Josep Caixés, Cèsar Ferrater, Pere Cavallé, Domènec Freixa, Joan Gilabert Romagosa, Antoni Martí Bages, Lluís Mas Ossó, Josep Recasens i Mercadé, Josep Simó i Bofarull, Josep Solé Barberà, Francesc Tous, i altres.

## Aspectes tècnics
Sortia cada mes. Tenia mida foli, entre 16 i 40 pàgines a una columna i s'imprimia a la Impremta Foment de Marian Roca. La redacció estava situada a la seu de l'Associació Cultural, al raval de Francesc Macià fins al gener de 1935 i al carrer de Gaudí des d'aquella data. Alguns números porten dibuixos o fotografies.

## Localització
- Una col·lecció completa a la Biblioteca del Centre de Lectura de Reus[3]
- Una col·lecció incompleta a la Biblioteca Central Xavier Amorós de Reus[4]